# Liste d'athlètes olympiques ou paralympiques britanniques devenus parlementaires

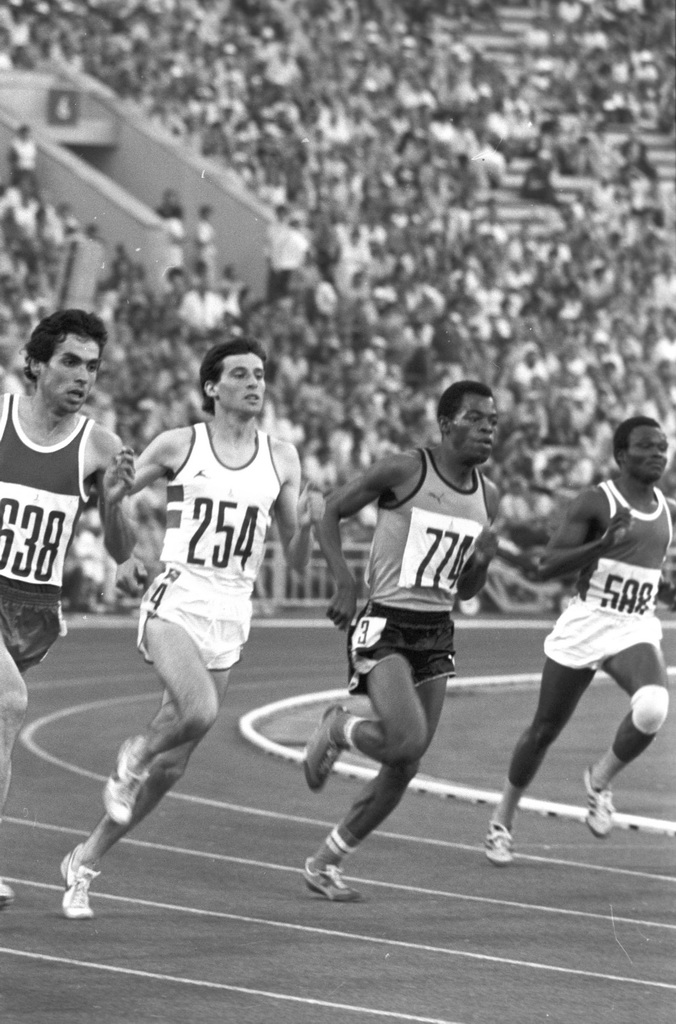
Sebastian Coe (dossard 254) lors des Jeux olympiques d'été de 1980.

Depuis l'an 1900, trente athlètes britanniques ayant concouru aux Jeux olympiques ou paralympiques sont devenus membres du Parlement du Royaume-Uni. Parmi eux, vingt médaillés, dont dix champions. 
Certains ont été élus à la Chambre des communes ; certains ont été anoblis et sont devenus membres de la Chambre des lords. Parmi ceux qui ont particulièrement marqué l'histoire : Sebastian Coe, double champion sur 1 500 mètres aux Jeux olympiques de 1980 et de 1984, est anobli en l'an 2000, puis organisateur des Jeux olympiques d'été de 2012 à Londres et président de l'Association internationale des fédérations d'athlétisme. Il s'inscrit ainsi dans la continuité de David Cecil, champion au 400 mètres haies en 1928 puis député à partir de 1931, qui a présidé cette même association de 1946 à 1976 et a présidé le comité d'organisation des précédents Jeux olympiques de Londres, en 1948. Avant lui, William Grenfell, médaillé d'argent en escrime aux Jeux olympiques intercalaires de 1906 et alors membre de la Chambre des lords après avoir été parlementaire aux communes, est le président du comité d'organisation des Jeux olympiques de Londres de 1908.
Menzies Campbell, sprinteur aux Jeux olympiques de 1964, devient, lui, leader des Libéraux-démocrates de 2006 à 2007. Et Philip Noel-Baker, médaillé d'argent sur 1 500 mètres en 1920, parlementaire à partir de 1929 et ministre sous Clement Attlee, est prix Nobel de la paix en 1959. Il est la seule personne à avoir été à la fois médaillé olympique et prix Nobel.
Huit de ces athlètes ont participé aux Jeux durant leur  mandat de parlementaire. Les députés John Gretton, John Wodehouse, William Dudley Ward, Freddie Guest et John Moore-Brabazon ont pris part aux Jeux olympiques respectivement en 1900, en 1908, en 1908 également, en 1924, et en 1928. William Grenfell a participé aux Jeux intercalaires de 1906 en siégeant à la Chambre des lords, et Hugh Grosvenor aux Jeux olympiques de 1908 tandis qu'il y siège comme duc de Westminster. Davina Ingrams, enfin, a participé aux Jeux paralympiques de 1972 tout en étant elle aussi membre de la Chambre des lords. Les autres ont entamé une carrière politique après leur carrière d'athlètes amateurs de haut niveau.
Si aucun athlète paralympique n'a encore siégé à la Chambre des communes, trois ont été anoblis pour être nommés membres de la Chambre des lords, et une, Davina Ingrams, y a hérité d'un siège.
Ci-dessous la liste complète d'athlètes olympiques ou paralympiques ayant siégé au Parlement britannique, compilée par le service des archives du Parlement.
| Nom                   | Nom | Parti | Parti                         | Participation aux Jeux | Mandats à la Chambre des communes                                                                                            | Mandat à la Chambre des lords | Remarques |
| --------------------- | --- | ----- | ----------------------------- | --- | --- | --- | --- |
| John Pius Boland      |     |       | Parti parlementaire irlandais | Tennis aux Jeux olympiques de 1896 à Athènes : * en simple * en double messieurs | Député de Kerry-sud de 1900 à 1918.                                                                                          | - | |
| John Gretton          |     |       | Parti conservateur            | Voile aux Jeux olympiques de 1900 à Paris : * à l'épreuve ½ – 1 tonneau * à l'épreuve toutes catégories | Député du Derbyshire-sud de 1895 à 1906 ; député du Rutland de 1907 à 1918 ; député de Burton de 1918 à 1943.                | Fait baron à la Chambre des lords de 1944 jusqu'à sa mort en 1947.                                                                                         | |
| William Grenfell      |     |       | Parti conservateur            | Escrime aux Jeux olympiques intercalaires de 1906 à Athènes : * à l'épreuve d'épée par équipe | Député du Salisbury de 1880 à 1882 et de 1885 à 1886 ; député de Hereford de 1892 à 1893 ; député de Wycombe de 1900 à 1905. | Fait baron à la Chambre des lords de 1905 jusqu'à sa mort en 1945.                                                                                         | Président de l'Association olympique britannique qui organise les Jeux olympiques de 1908 à Londres. |
| Thomas Scott-Ellis    |     |       | sans étiquette                | Escrime aux Jeux olympiques intercalaires de 1906 à Athènes : * éliminé aux séries au fleuret Motonautisme aux Jeux olympiques de 1908 à Londres : * n'a pas terminé à l'épreuve de classe A (ouverte) | - | Hérite des titres de baron de son père en 1899, lui donnant droit à un siège à la Chambre des lords jusqu'à sa mort en 1946.                               | |
| John Jacob Astor      |     |       | Parti conservateur            | Jeu de raquettes aux Jeux olympiques de 1908 à Londres : * en double messieurs * en simple | Député de Douvres de 1922 à 1945.                                                                                            | Fait baron à la Chambre des lords de 1956 jusqu'à sa mort en 1971.                                                                                         | |
| Richard Barnett       |     |       | Parti conservateur            | Tir aux Jeux olympiques de 1908 à Londres : * 4e au 1000 yard rifle libre | Député de Saint-Pancras-ouest de 1916 à 1929.                                                                                | - | |
| Neville Bulwer-Lytton |     |       | sans étiquette                | Jeu de paume aux Jeux olympiques de 1908 à Londres : * médaille de bronze | - | Hérite du titre de comte de son frère en 1947, lui donnant droit à un siège à la Chambre des lords jusqu'à sa mort en 1951.                                | |
| Thomas Fremantle      |     |       | sans étiquette                | Tir aux Jeux olympiques de 1908 à Londres : * 16e au 1000 yard rifle libre | - | Hérite du titre de baron de son père en 1918, lui donnant droit à un siège à la Chambre des lords jusqu'à sa mort en 1956.                                 | |
| Hugh Grosvenor        |     |       | Parti conservateur            | Motonautisme aux Jeux olympiques de 1908 à Londres : * n'a pas terminé à l'épreuve de classe A (ouverte) | - | Hérite du titre de duc de son grand-père en 1899, et siège à la Chambre des lords jusqu'à sa mort en 1953.                                                 | |
| Philip Richardson     |     |       | Parti conservateur            | Tir aux Jeux olympiques de 1908 à Londres : * à l'épreuve de rifle par équipe | Député de Chertsey de 1922 à 1931.                                                                                           | - | |
| William Dudley Ward   |     |       | Parti libéral                 | Voile aux Jeux olympiques de 1908 à Londres : * médaille de bronze à l'épreuve du 8 mètres | Député de Southampton de 1906 à 1922.                                                                                        | - | |
| John Wodehouse        |     |       | Parti libéral                 | Polo aux Jeux olympiques de 1908 à Londres : * médaille d'argent Polo aux Jeux olympiques de 1920 à Anvers : * médaille d'or | Député de Mid Norfolk de 1906 à 1910.                                                                                        | Hérite du titre de comte de son père en 1932, et siège à la Chambre des lords jusqu'à sa mort en 1941.                                                     | |
| Philip Noel-Baker     |     |       | Parti travailliste            | Athlétisme aux Jeux olympiques de 1912 à Stockholm : * 6e au 1 500 mètres Athlétisme aux Jeux olympiques de 1920 à Anvers : * au 1 500 mètres | Député de Coventry de 1929 à 1931 ; député de Derby de 1936 à 1950 ; député de Derby-sud de 1950 à 1970.                     | Fait baron à la Chambre des lords de 1977 jusqu'à sa mort en 1982.                                                                                         | Capitaine de l'équipe olympique d'athlétisme aux Jeux de 1920 et de 1924, et porte-drapeau en 1920. Secrétaire d'État aux Relations du Commonwealth de 1947 à 1950 ; ministre de l'Énergie de 1950 à 1951. Prix Nobel de la paix en 1959.                                                    |
| Robert Bourne         |     |       | Parti conservateur            | Aviron aux Jeux olympiques de 1912 à Stockholm : * au huit en pointe avec barreur | Député d'Oxford de 1924 à 1938.                                                                                              | - | |
| Walter James          |     |       | Parti conservateur            | Aviron aux Jeux olympiques de 1920 à Anvers : * au huit en pointe avec barreur | - | Hérite du titre de baron de son père en 1932, et siège à la Chambre des lords jusqu'à sa mort en 1982.                                                     | |
| Freddie Guest         |     |       | Parti libéral                 | Polo aux Jeux olympiques de 1924 à Paris : * médaille de bronze | Député de diverses circonscriptions de 1910 à 1922, de 1923 à 1929 et de 1931 à 1937.                                        | - | Secrétaire d'État à l'Air de 1921 à 1922. |
| David Carnegie        |     |       | sans étiquette                | Skeleton aux Jeux olympiques d'hiver de 1928 à Saint-Moritz : * médaille de bronze | - | Élu pair représentatif de la pairie d'Écosse à la Chambre des lords en 1959, et y siège jusqu'à sa mort en 1963.                                           | |
| John Dalrymple        |     |       | sans étiquette                | Bobsleigh aux Jeux olympiques d'hiver de 1928 à Saint-Moritz : * 9e au bob à cinq | - | Hérite du titre de comte de son père en 1961, et siège à la Chambre des lords jusqu'à sa mort en 1996.                                                     | |
| John Moore-Brabazon   |     |       | Parti conservateur            | Skeleton aux Jeux olympiques d'hiver de 1928 à Saint-Moritz : * absent au départ | Député de Chatham de 1918 à 1929, et de Wallasey de 1931 à 1942.                                                             | Fait baron à la Chambre des lords de 1942 jusqu'à sa mort en 1964.                                                                                         | L'un des favoris à l'épreuve de skeleton aux Jeux de 1928, il se brise plusieurs côtes à l'entraînement deux jours avant la compétition et doit y renoncer. Ministre des Transports de 1940 à 1941.                                                                                          |
| David Cecil           |     |       | Parti conservateur            | Athlétisme aux Jeux olympiques de 1928 à Amsterdam : * au 400 mètres haies Athlétisme aux Jeux olympiques de 1932 à Los Angeles : * au relai 4x400 mètres *5e au 110 mètres haies *4e au 400 mètres haies | Député de Peterborough de 1931 à 1943.                                                                                       | Hérite du titre de comte de son père en 1956, et siège à la Chambre des lords jusqu'à sa mort en 1981.                                                     | Gouverneur des Bermudes de 1943 à 1945. Triple médaillé d'or en athlétisme aux Jeux de l'Empire britannique de 1930. Président de la Association internationale des fédérations d'athlétisme de 1946 à 1976. Président du comité d'organisation des Jeux olympiques d'été de 1948 à Londres. |
| Terence Higgins       |     |       | Parti conservateur            | Athlétisme aux Jeux olympiques de 1952 à Helsinki : * Quart de finale au 400 mètres * 5e au relai 4x400 mètres | Député de Worthing de 1964 à 1997.                                                                                           | Fait baron à la Chambre des lords en 1997 ; démissionne en 2019.                                                                                           | Secrétaire financier au Trésor de 1972 à 1974. Médaillé d'argent au 4x400 yard aux Jeux de l'Empire britannique de 1950. |
| Christopher Chataway  |     |       | Parti conservateur            | Athlétisme aux Jeux olympiques de 1952 à Helsinki : * 5e au 5 000 mètres Athlétisme aux Jeux olympiques de 1956 à Melbourne : * 11e au 5 000 mètres | Député de Lewisham-nord de 1959 à 1966 ; député de Chicester de 1969 à 1974.                                                 | - | Médaillé d'argent sur 5 000 mètres aux Championnats d'Europe d'athlétisme 1954. Record du monde du 5 000 mètres en 1954. Ministre des Postes et des Télécommunications de 1970 à 1972. Ministre du Développement industriel de 1972 à 1974.                                                  |
| Susan Cunliffe-Lister |     |       | sans étiquette                | Natation aux Jeux paralympiques de 1960 à Rome : * au 25 mètres brasse catég. complète 2 * au 25 mètres dos catég. complète 2 Tennis de table aux Jeux paralympiques de 1960 à Rome : * en doubles femmes catég. B Tennis de table aux Jeux paralympiques de 1964 à Tokyo : * en doubles femmes catég. B * en simple femmes catég. B Natation aux Jeux paralympiques de 1964 à Tokyo : * au 25 mètres brasse catég. complète 2 * au 25 mètres nage libre sur le ventre catég. complète 2 * au 25 mètres nage libre dos catég. complète 2 Tennis de table aux Jeux paralympiques de 1968 à Tel Aviv : * en double femmes catég. B * en simple femmes catég. B | - | Faite baronne à la Chambre des lords en 1970. | |
| Menzies Campbell      |     |       | Libéraux-démocrates           | Athlétisme aux Jeux olympiques de 1964 à Tokyo : * quart de finaliste au 200 mètres * 8e en finale du relai 4x100 mètres | Député de Fife nord-est de 1987 à 2015.                                                                                      | Fait baron à la Chambre des lords en 2015. | Record national britannique sur 100 mètres de 1967 à 1974. Capitaine de la délégation écossaise aux Jeux de l'Empire britannique et du Commonwealth de 1966. Chef des Libéraux-démocrates de mars 2006 à octobre 2007.                                                                       |
| Robin Dixon           |     |       | Parti conservateur            | Bobsleigh aux Jeux olympiques de 1964 à Innsbruck : * au bob à deux | - | Hérite du titre de baron de son père en 1995 ; siège à la Chambre des lords jusqu'à sa démission en 2018.                                                  | Médaillé d'or et deux fois médaillé de bronze en bob à deux aux championnats du monde FIBT. |
| Davina Ingrams        |     |       | sans étiquette                | Natation aux Jeux paralympiques de 1968 à Tel Aviv : * au 25 mètres dos catég. incomplète 1 Tennis de table aux Jeux paralympiques de 1972 à Heidelberg : * en équipe catég. 2 | - | Hérite du titre de baron de son père en 1943 à l'âge de 4 ans mais n'occupe son siège à la Chambre des lords qu'à partir de 1969, jusqu'à sa mort en 2008. | |
| Colin Moynihan        |     |       | Parti conservateur            | Aviron aux Jeux olympiques de 1980 à Moscou : * en huit avec barreur | Député de Lewsham-est à la Chambre des communes de 1983 à 1992.                                                              | Hérite du titre de baron de son demi-frère en 1997, et siège à la Chambre des lords.                                                                       | Médaillé d'or en huit (poids léger) aux Championnats du monde d'aviron 1978, puis médaillé d'argent en 1981. Ministre des Sports de 1987 à 1990. Président (chairman) de l'Association olympique britannique de 2005 à 2012.                                                                 |
| Sebastian Coe         |     |       | Parti conservateur            | Athlétisme aux Jeux olympiques de 1980 à Moscou : * sur 1 500 mètres * sur 800 mètres Athlétisme aux Jeux olympiques de 1984 à Los Angeles : * sur 1 500 mètres * sur 800 mètres | Député de Falmouth et Camborne à la Chambre des communes de 1992 à 1997.                                                     | Fait baron à la Chambre des lords en 2000. | Président du Comité d'organisation des Jeux olympiques d'été de 2012 à Londres. Président de l'Association olympique britannique de 2012 à 2016. Président de l'Association internationale des fédérations d'athlétisme depuis 2015.                                                         |
| Tanni Grey-Thompson   |     |       | sans étiquette                | Athlétisme aux Jeux paralympiques de 1988 à Séoul : * au 400 mètres catég. 3 Athlétisme aux Jeux paralympiques de 1992 à Barcelone : * au 100 mètres catég. TW3 (record du monde) * au 200 mètres catég. TW3 (record paralympique) * au 400 mètres catég. TW3 * au 800 mètres catég. TW3 (record paralympique) * au relai 4x100 mètres catég. TW3-4 Athlétisme aux Jeux paralympiques de 1996 à Atlanta : * au 800 mètres catég. T52 (record du monde) * au 100 mètres catég. T52 * au 200 mètres catég. T52 * au 400 mètres catég. T52 Athlétisme aux Jeux paralympiques de 2000 à Sydney : * au 100 mètres catég. T53 * au 200 mètres catég. T53 * au 400 mètres catég. T53 * au 800 mètres catég. T53 Athlétisme aux Jeux paralympiques de 2004 à Athènes : * au 100 mètres catég. T53 * au 400 mètres catég. T53 (record paralympique) | - | Faite baronne à la Chambre des lords en 2010. | |
| Chris Holmes          |     |       | Parti conservateur            | Natation aux Jeux paralympiques de 1988 à Séoul : * au 50 mètres nage libre catég. B2 * au 400 mètres nage libre catég. B2 * au 100 mètres nage libre catég. B2 Natation aux Jeux paralympiques de 1992 à Barcelone : * au 50 mètres nage libre catég. B2 * au 100 mètres nage libre catég. B2 * au 100 mètres dos catég. B2 * au 200 mètres dos catég. B2 * au 200 mètres 4 nages individuel catég. B2 * au 400 mètres nage libre catég. B2 * au 400 mètres 4 nages individuel catég. B1-B2 Natation aux Jeux paralympiques de 1996 à Atlanta : * au 50 mètres nage libre catég. B2 * au 100 mètres nage libre catég. B2 * au 100 mètres dos catég. B2 * au 200 mètres 4 nages catég. B2 Natation aux Jeux paralympiques de 2000 à Sydney : * au relai 4x100 mètres 4 nages catég. S11-S13                                                | - | Fait baron à la Chambre des lords en 2013. | Responsable de l'organisation des Jeux paralympiques d'été de 2012 à Londres. |